# Nationalparkprogramm der DDR
Das Nationalparkprogramm der DDR war eine Phase der Ausweisung von 14 Großschutzgebieten auf dem Gebiet der heutigen neuen Bundesländer. Diese wurde mit dem Ministerratsbeschluss vom 12. September 1990 vollendet, in dessen Folge fünf Nationalparks, sechs Biosphärenreservate und drei Naturparks endgültig unter Schutz gestellt wurden. Die Gebiete umfassten eine Fläche von 4882 km², was 4,5 % des DDR-Territoriums entsprach. Der damalige bundesdeutsche Umweltminister Klaus Töpfer bezeichnete sie als „Tafelsilber der deutschen Vereinigung“ zum 3. Oktober 1990.
Der Prozess vollzog sich in den turbulenten Zeiten der Wende und friedlichen Revolution. Die Hauptakteure bestanden in einer Arbeitsgruppe im Umweltministerium der letzten DDR-Regierung unter Michael Succow, zahlreichen helfenden Kräften aus Westdeutschland und lokalen Trägern. Die Regierung erhielt fachkundige Unterstützung aus dem Bundesumweltministerium unter Minister Klaus Töpfer.

## Chronologische Abfolge
1950er Jahre: Durch Erna und Kurt Kretschmann wurde die Nationalparkidee als Instrument des flächenhaften Naturschutzes zum ersten Mal bedacht.
1979: Zwei Großschutzgebiete der DDR werden durch die UNESCO als Biosphärenreservate anerkannt: Biosphärenreservat Steckby-Lödderitzer Forst und Biosphärenreservat Vessertal.
1980er Jahre: Zahlreiche Strömungen in der DDR wie z. B. im ehrenamtlichen Naturschutz, in der „Gesellschaft für Natur und Umwelt“ im Kulturbund der DDR oder in der Bürgerinitiative für den Müritz-Nationalpark bekundeten den Willen zur Errichtung von Großschutzgebieten auf dem Territorium von Staatsjagdgebieten und Truppenübungsplätzen.
14. Januar 1990: Michael Succow wird Stellvertreter des Ministers für Naturschutz, Umweltschutz und Wasserwirtschaft. Unter seiner Leitung beginnt eine Arbeitsgruppe mit den Arbeiten zur Ausweisung von Großschutzgebieten.
16. März 1990: Durch Ministerratsbeschluss werden fünf Nationalparks, sechs Biosphärenreservate und 16 Naturparks einstweilig gesichert, was 10,8 Prozent der damaligen Landesfläche entsprach. Die nach den ersten freien Wahlen am 18. März 1990 zu bildende Regierung erhält das Mandat zur Weiterarbeit an dem Programm.
18. März 1990: Erste freie Wahl in der DDR. Unter der neuen Regierung von Lothar de Maizière wird Karl-Hermann Steinberg Minister für Umwelt, Naturschutz, Energie und Reaktorsicherheit (MUNER). Succow verliert seine herausgehobene Stellung und verlässt im Mai das Ministerium. Das Nationalparkprogramm wird dennoch weitergeführt.
Mai 1990: Die Arbeitsgruppe erhält personelle Unterstützung aus dem Bundesumweltministerium. Vor allem Rechtsberatung ist nötig, da hauptsächlich Wissenschaftler ohne Erfahrung in Ministeriums- oder Gesetzgebungsarbeit mitwirken. Nach dem Vertrag vom 18. Mai 1990 über die Schaffung einer Währungs-, Wirtschafts- und Sozialunion sollte die DDR zum 1. Juli das Umweltrecht der Bundesrepublik Deutschland übernehmen. Das Bundesnaturschutzgesetz enthält die entscheidenden Paragraphen zur Ausweisung von Großschutzgebieten. Der Termin 3. Oktober 1990 für die deutsche Wiedervereinigung war zu der Zeit noch nicht bekannt. Er wurde erst im Rahmen der 2plus4-Gespräche mit dem Vertrag vom 12. September 1990 festgelegt. Die Arbeitsgruppe ging also von einer Arbeitsdauer mindestens bis Ende 1990 aus, wovon letztendlich nur die halbe Zeit bis September zur Verfügung stand.
Juni 1990: Die Arbeitsgruppe im MUNER erteilt dem Institut für Landschaftsforschung und Naturschutz (ILN) in Greifswald den Auftrag, die wissenschaftlichen Grundlagen für die endgültige Unterschutzstellung der zunächst vorläufig gesicherten Gebiete bis Ende des Jahres zu erarbeiten.
Juli 1990: Mit der Währungsunion tritt das Umweltrahmengesetz in Kraft. Für die künftigen Großschutzgebiete bedeutet dies, dass individuelle Verordnungen mit klarer Zonierung,  Ge- und Verboten inklusive kartographischer Abgrenzungskarten erarbeitet werden müssen. Die Schutzgebietsverordnungen sind vor Ort mit dem Rat des Bezirkes abzustimmen und dem Ministerrat als Vorschlag vorzulegen. Die zahlreichen Aufbaustäbe in den Verwaltungen vor Ort erhielten personelle Unterstützung von zahlreichen Experten aus der Bundesrepublik Deutschland. Vom ILN wurde anhand einer Biotopkartierung die Zonierungsabgrenzung fortgeführt. Beratungen mit den Räten der Bezirke und Kreise wurden durchgeführt. Stellenweise gab es Bürgerversammlungen. Am 25. Juli wurden von Minister Steinberg noch die Gebiete Nationalpark Untere Oder und die Naturparks Niederlausitzer Heidelandschaft sowie Erzgebirge-Vogtland unter einstweiligen Schutz gestellt. Die Zahl der einstweilig gesicherten Großschutzgebiete erhöhte sich so auf 26.
August 1990: Zur Mitte des Monats wurden die Pläne zur raschen deutschen Wiedervereinigung bekannt. Der Ministerrat beschloss am 15. August, dass am 12. September die letzte Zusammenkunft stattfinden sollte. Das Nationalparkprogramm erfuhr so eine enorme Beschleunigung. Anfang September sollten alle Schutzgebietsverordnungen bei Minister Steinberg vorliegen, damit sie abgestimmt und in der allerletzten Sitzung des Ministerrates beschlossen werden konnten. Der sehr enge Zeitplan galt als unrealistisch und ein Scheitern war nicht auszuschließen. Trotzdem gelang es, die einzelnen Verordnungen miteinander abzustimmen und juristisch abzusichern, nachdem Ende August die Verordnung des Müritz-Nationalparks als Muster angelegt wurde.
September 1990: Die verbleibenden Schutzgebietsverordnungen wurden erarbeitet und am 5. September Minister Steinberg zur Unterschrift vorgelegt, der sie anschließend an die sieben Ministerien weiterschickte, da deren Zustimmung innerhalb der kommenden zwei Tage benötigt wurde. Die Abstimmung gelang, auch wenn umfangreiche Zugeständnisse an die einzelnen Fachressorts gemacht werden mussten. Am 12. September verabschiedete der Ministerrat das Nationalparkprogramm mit der Ausweisung von 14 der 26 vorläufig gesicherten Gebiete. Damit wurden 4.882 Quadratkilometer Landschaft unter Schutz gestellt, das waren knapp 5 Prozent des Territoriums der DDR.
Im Anschluss mussten die Verordnungen bis zum  3. Oktober in den Einigungsvertrag aufgenommen werden, was sich überraschend schwierig gestaltete. Die Landwirtschaftsministerien in Ost und West sowie das Bundesverkehrsministerium waren gegen das Nationalparkprogramm. Unter Leitung der beiden Innenminister Schäuble und Krause wurden die Verhandlungen geführt. Als Kompromiss wurde der Vorrang des Bundesverkehrswegeplans vor die Vorschriften der Nationalparkverordnungen festgeschrieben.
Oktober 1990: Inkrafttreten der 14 Schutzgebietsverordnungen zum  3. Oktober.

## Ausgewiesene Großschutzgebiete
- Nationalpark Vorpommersche Boddenlandschaft (ehemaliges Grenz- und Staatsjagdgebiet)
- Nationalpark Jasmund
- Müritz-Nationalpark (ehemaliges Staatsjagdgebiet und Truppenübungsplatz)
- Nationalpark Hochharz (ehemaliges Grenzgebiet)
- Nationalpark Sächsische Schweiz
- Biosphärenreservat Südost-Rügen
- Biosphärenreservat Schorfheide-Chorin (z. T. ehemaliges Staatsjagdgebiet und Truppenübungsplatz)
- Biosphärenreservat Spreewald
- Biosphärenreservat Mittlere Elbe (ehemaliges Grenzgebiet)
- Biosphärenreservat Rhön (ehemaliges Grenzgebiet)
- Biosphärenreservat Vessertal
- Naturpark Schaalsee (heute Biosphärenreservat Schaalsee) (ehemaliges Grenzgebiet)
- Naturpark Drömling (ehemaliges Grenzgebiet)
- Naturpark Märkische Schweiz